# Vasil Dragolov
Vasil Dragolov (Katunitsa, 17 de março de 1962) é um ex-futebolista profissional e treinador búlgaro, que atuava como atacante.

## Carreira
Vasil Dragolov fez parte do elenco da Seleção Búlgara de Futebol da Copa do Mundo de 1986 